# Bernard Morel (escrime)
Pour les articles homonymes, voir Bernard Morel.
Bernard Morel, né le 30 mars 1925 à Lyon et mort le 23 octobre 2023 à Roanne,, est un escrimeur français maniant le sabre.

## Carrière
Bernard Morel participe à l'épreuve de sabre par équipes, lors des  Jeux méditerranéens de 1951
à Alexandrie, lors des Jeux olympiques d'été de 1952 à Helsinki et lors des Championnats du monde d'escrime 1954 à Luxembourg, et remporte à chaque fois la médaille de bronze.
Il concourt aussi dans la même épreuve lors des Jeux olympiques d'été de 1956 à Melbourne, et se classe quatrième.